# Caroline Krook
Märta Caroline Desirée Krook (* 18. November 1944 in Stockholm; † 16. August 2025) war eine Bischöfin der lutherischen Schwedischen Kirche.
Krook, die 1969 ordiniert wurde, war von 1990 bis 1998 Dompröpstin an der St.-Nikolai-Kirche (Storkyrkan) in Stockholm. Von 1998 bis 2009 leitete sie als Nachfolgerin von Bischof Henrik Svenungsson das Bistum Stockholm. Sie war die erste Dompröpstin und gehörte mit Christina Odenberg und Antje Jackelén zu den ersten Frauen in der Schwedischen Kirche, die ein Bischofsamt innehatten. Im November 2009 folgte ihr Eva Brunne im Amt nach.